# 2006年黑山獨立公投
2006年黑山獨立公投是於2006年5月21日在塞爾維亞和黑山国家联盟的黑山共和國進行的一次獨立公投，以決定塞爾維亞和黑山的前途。最後官方於5月23日公布55.5%人投票支持黑山脫離塞黑獨立。

## 歷史背景
蒙特內哥羅為原南斯拉夫社会主义联邦共和国六個共和國的一個，1990年代初南斯拉夫其中4個共和國先後獨立，引發多場戰爭，塞尔维亚和黑山是唯一留在南斯拉夫的成員共和國。至1990年代末塞尔维亚和黑山關係惡化，2003年兩國同意將南斯拉夫重組成較鬆散的塞爾維亞和黑山国家联盟，並規定塞爾維亞和黑山於2006年前皆不得獨立。
塞爾維亞和蒙特內哥羅憲法容許任何一方於2006年後經公民投票通過後獨立，但公民投票程序由兩個共和國自行規定。
蒙特內哥羅憲法規定，任何改變蒙特內哥羅憲法地位和現狀的決定必須由公民投票通過，且任何被公民投票否決的議題在一年內不得再提出，任何公民投票須由總統向國會提出再擇日進行。

## 公民投票規定及相關法例
此次公民投票被定為有約束力的投票，蒙特內哥羅國會須於投票後15天內公佈結果，並於60天內完成投票結果所要求其所作的工作。如投票通過獨立，蒙特內哥羅現狀將被改變，國會會被解散，並於90天內制定新憲法。塞爾維亞已表示會尊重蒙特內哥羅公民投票結果。
公民投票歐盟代表米罗斯拉夫·拉杰卡克表示：須有55%人投贊成票欧盟才承认公民投票的有效性。
除居於國內的蒙特內哥羅公民外，海外蒙特內哥羅僑民也可回國投票，惟居於塞爾維亞的蒙特內哥羅僑民則沒有投票權。

### 公民投票的問題
正式公民投票的問題是：你是否要蒙特內哥羅共和國成為國際承認的法律上獨立的國家？
黑山语原文： 

## 議題的支持者和反對者
在蒙特內哥羅共和國國內：

### 支持者
獨立議題普遍獲蒙特內哥羅族、穆斯林（多為波士尼亞克族）和阿爾巴尼亞族支持。蒙特內哥羅時任政府（包括時任總統和總理）皆支持獨立。

### 反對者
國內的塞爾維亞族人、居於山區接近蒙特內哥羅和塞爾維亞邊境地區的人和東正教會普遍反對獨立。（另外，“蒙特內哥羅族”和“塞爾維亞族”的認同本身就帶有統獨意義。）

## 投票結果

### 初步投票結果
當地時間5月22日上午，蒙特內哥羅選舉委員會公佈初步投票結果，合格投票的484,718名選民中有419,000人在1,124個選區投票（投票率為86.6%），其中贊成票55.4%，反對票44.6%。

### 最後確認投票結果
當地時間5月23日確認的投票結果：
| 2006年黑山獨立公民投票結果 | 2006年黑山獨立公民投票結果 | 2006年黑山獨立公民投票結果 |
| -------------------------- | -------------------------- | -------------------------- |
| 贊成票數                   | 230,711                    | 55.50%                     |
| 反對票數                   | 184,954                    | 44.50%                     |
| 有效票數                   | 415,665                    | 99.14%                     |
| 投票人數                   | 419,236                    | 86.49%                     |
| 選民人數                   | 484,718                    | 100%                       |

### 投票結果公佈後的程序
贊成票多於门槛的55%，公民投票通過，黑山共和國開始脫離塞黑的法律程序。
同時因塞黑只由塞爾維亞和黑山兩國組成，黑山的獨立等同于變相解散联盟，故塞爾維亞也同時獨立。按憲法，塞爾維亞將繼承塞黑的所有國際法律地位（如聯合國議席）。蒙特內哥羅後來則以獨立身份重新申請有關國際地位。